# Odprto prvenstvo ZDA 2002
Odprto prvenstvo ZDA 2002 je teniški turnir za Grand Slam, ki je med 26. avgustom in 8. septembrom 2002 potekal v New Yorku.

## Moški posamično
Pete Sampras :  Andre Agassi, 6-3, 6-4, 5-7, 6-4

## Ženske posamično
Serena Williams :  Venus Williams, 6-4, 6-3

## Moške dvojice
Mahesh Bhupathi /  Maks Mirni :  Jiří Novák /  Radek Štěpánek, 6-3, 3-6, 6-4

## Ženske  dvojice
Virginia Ruano Pascual /  Paola Suarez :  Jelena Dementjeva /  Janette Husarova, 6-2, 6-1

## Mešane dvojice
Lisa Raymond /  Mike Bryan :  Katarina Srebotnik /  Bob Bryan, 7-6 (11-9), 7-6 (7-1)